# Severo Catalina
Severo Catalina del Amo (Cuenca, 6 de noviembre de 1832-Madrid, 19 de octubre de 1871) fue un político y escritor español, tío del escritor Mariano Catalina Cobo (1842-1913). 

## Biografía
Sus primeros estudios los hizo en Cuenca trasladándose en 1845 a Madrid a la Universidad Central, donde estudió Derecho y Filosofía y Letras. Al terminar la carrera, obtuvo la Cátedra de Hebreo. Pasó muchos años de su vida en la localidad guadalajareña de Budia.
| Pregunto: ¿tienen todas las mujeres igual carácter? Respondo: de letra, sí. —Severo Catalina (1861) |

Muy pronto se inició como periodista, escritor y político. Empezó en el periódico local El Reformador Conquense y después, ya en Madrid, colaboró en publicaciones como El Sur y El Estado —fundado por Ramón de Campoamor, quien prologó su ensayo más famoso, La mujer, que llegó a ser reimpreso 115 veces en siglo y medio— y en El Horizonte, del que llegó a ser director, tendiendo siempre al ala más conservadora del espectro. 
Se casó con Teresa Enríquez y Antolínez de Castro, de familia noble, del pueblo de Herencia (Ciudad Real). En un principio esta familia no admitió este enlace porque Severo no era hidalgo. No tuvo descendencia. Escribió un ensayo bastante progresista sobre la condición femenina, para haber sido escrito por un moderado. 
Ingresó como académico en la Real Academia Española el 25 de marzo de 1861. En 1863 logró ser elegido diputado por Alcázar de San Juan y más tarde por Cuenca hasta 1868. Durante esta época fue (en 1864) director general del Registro de la Propiedad y director general de Instrucción Pública (en 1866). Durante su mandato en Instrucción Pública permitió el total y libre acceso al Archivo General de Simancas al investigador alemán Gustav Bergenroth, cosa que no hizo su predecesor.
Muy poco antes de La Gloriosa de 1868 ocupó dos carteras ministeriales, la de Marina (13 de febrero de 1868-23 de abril de 1868) y la de Fomento, en los Gobiernos de Ramón María Narváez, Luis González Bravo y José Gutiérrez de la Concha. Acompañó a Isabel II al exilio y la soberana le encargó varias misiones confidenciales, una de ellas a Roma. Regresó a España en 1871, reinando Amadeo I, falleciendo poco después.

## Obras
- La Mujer en las diversas relaciones de la familia y de la sociedad. Apuntes para un libro, Madrid, Imprenta de Luis García, 1858, varias ediciones, muy reimpreso hasta hoy.
- Obras completas, 1876-1877, 6 vols. Contienen:
  - La mujer
  - La verdad del progreso
  - Viaje de Sus Majestades a Portugal
  - La rosa de oro
  - Discursos literarios
  - Roma